# ル・ヴェルネ収容所
ル・ヴェルネ収容所（Camp du Vernet） は、南仏アリエージュ県（オクシタニー地域圏）ル・ヴェルネに存在した強制収容所であり、1939年から44年までの間に世界58か国の出身者約4万人が収監された。抑留者は主にスペインからの難民（スペイン内戦下）、フランス政府が敵性外国人としたドイツ人、オーストリア人ら（開戦後のフランス第三共和政下）、反ナチズム、反ファシズム、レジスタンスの運動家およびユダヤ人（ナチス・ドイツ占領下）であった。2019年に歴史的記念物に指定された。

## 歴史

### 背景
ル・ヴェルネ収容所は、1918年6月にフランス植民地軍兵士の宿泊施設として建設され、第一次世界大戦中はドイツおよびオーストリア＝ハンガリー帝国出身の捕虜収容所、戦間期には軍需品倉庫として使用された。
フランスは戦間期に、ロシア人、アルメニア人、反ファシズムのイタリア人、ドイツ・東欧のユダヤ人、反ナチズムのドイツ人、ザール地方、オーストリアまたはチェコスロバキアの独裁政権を逃れて亡命した人々など最も多くの移民・難民を受け入れた国であった。だが、1930年代にナチス・ドイツの支配が強化され、1933年にヒトラー内閣が成立、さらに1936年にスペイン内戦が勃発すると、大量の難民が押し寄せ、フランス政府はこうした事態を前にして移民・難民に対する規制を強化せざるを得なくなった。

### スペイン内戦
スペインから最初の難民の波が押し寄せたのは、フランスとの国境に近いイルンが1936年9月3日、サン・セバスティアンが9月13日に陥落した後のことである。1937年春にフランシスコ・フランコが率いる反乱軍（ナショナリスト軍）は攻撃の矛先を北部に向け、3月末からバスク攻撃を開始し、4月26日にゲルニカを爆撃した。6月から10月にかけてビルバオ、サンタンデル、アストゥリアスが陥落し、北部地方が制圧されると、再び難民の波が押し寄せ、民間人・軍人約10万人がフランスに亡命。1938年春にはアルト・アラゴンから25,000人がピレネー山脈を越えてフランスに到着した。こうした難民の多くは後にカタルーニャ経由でスペインに戻ることになるが、他国に亡命する者、フランスに残る者も少なくなかった。
1936年6月5日に成立したレオン・ブルム内閣は、当初はスペイン人民戦線政府を支持したが、1937年7月に訪英し、スペイン問題についてスタンリー・ボールドウィン首相と会談した際に同意が得られず、平和維持のためには英国との連帯が必要との判断から、臨時閣議で不干渉主義政策を採用。国境の警備を強化することになった。1938年4月8日に第二次ブルム内閣が崩壊し、10日にエドゥアール・ダラディエ内閣が成立。内相に就任したアルベール・サローは、「敵性外国人」の追放を求める通達を発し、6月13日にスペイン国境が閉鎖された。
さらに、1938年11月12日の政令（外国人取締法、11月13日付フランス共和国官報掲載）では、外国人の居住条件やフランス国籍の取得条件が厳格化されるほか、「国防・治安を脅かすおそれのある個人」を敵性外国人として国外追放し、もしくは国防戦争相および内相の決定に基づいて指定された施設に収容すると定められた。当初は「集結所」と呼ばれたこうした施設として、1939年1月14日にロゼール県（オクシタニー地域圏）マンド近郊にリュークロ収容所が開設され、これを皮切りに、収容所、強制収容所が全国に設置されていった。

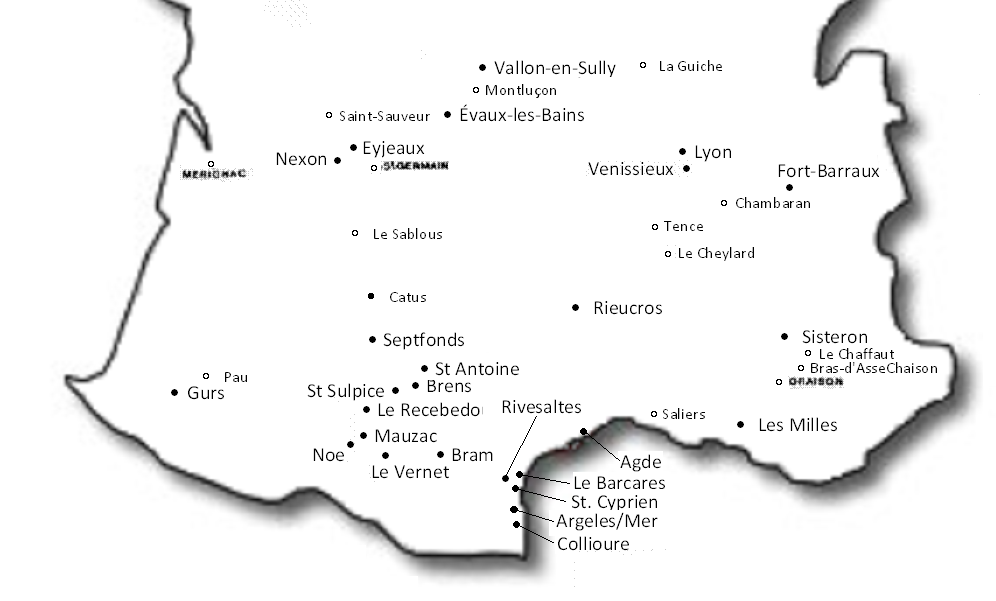
南仏の大規模な強制収容所は、地図の西（左）から、ギュルス(Gurs)、ル・ヴェルネ(Le Vernet)、リヴサルト(Rivesaltes)、レ・ミル(Les Milles)。

1939年1月15日にタラゴナ（カタルーニャ州）、次いでバルセロナが陥落。再び大量の難民が発生したため、ダラディエ政権は国境再開に同意した。この結果、1939年2月12日までに「集結所」、「宿泊所」、収容所、強制収容所などに収容されたスペインからの難民の数は約50万人に達し（多くは帰国）、また、この後1939年から1945年の間に収容された難民、いわゆる敵性外国人・危険分子、政治犯等の数は60万人にのぼると推定される。スペインからの難民は主にスペイン共和国軍兵士、共産主義者、社会主義者、無政府主義者、トロツキスト、国際旅団の元義勇兵、および民間人であり、ピレネー＝オリアンタル県（オクシタニー地域圏）のアルジュレス、サン＝シプリアン、ル・ブールー、アルル＝シュル＝テック、プラ＝ド＝モロ、およびサルダーニャのブール＝マダム、ラトゥール＝ド＝カロル、モン＝ルイ、オセジャなどに設置された収容所に収容され、このうち、アルジュレスとサン＝シプリアンの強制収容所に抑留されたのは全体の約3分の2である。当時の名称はさまざまだが、アルジュレスの収容所については、アルベール・サロー内相が、「刑務所ではなく強制収容所である」と定義している。
ル・ヴェルネ収容所では、当初はブエナヴェントゥラ・ドゥルティのアナキスト部隊（ドゥルティ縦隊）の義勇兵12,000人が19のバラックに収容されたが、過密状態であったため、うち5,000人は近くにあるマゼレス煉瓦製造工場の周囲に設置したテントに収容された。地域の住民、一部の左派団体、人道支援団体などが支援活動を行ったが、きわめて劣悪な環境であった。さらに1938年11月12日の外国人取締法により、フランスに居住するドイツ人のほか、主にスペイン、イタリア、ユーゴスラビア出身の共産主義者、白系ロシア人、ユダヤ人、ロマなどが逮捕され、ル・ヴェルネ収容所に収監された。南仏に存在した大規模な収容所（ル・ヴェルネ収容所のほか、ギュルス収容所、アルジュレス＝シュル＝メール強制収容所、リヴザルト収容所、レ・ミル収容所）のうち、規律が最も厳しく、したがって、抑留者が最も過酷な扱いを受けたのがル・ヴェルネ収容所であった。

### 第二次世界大戦

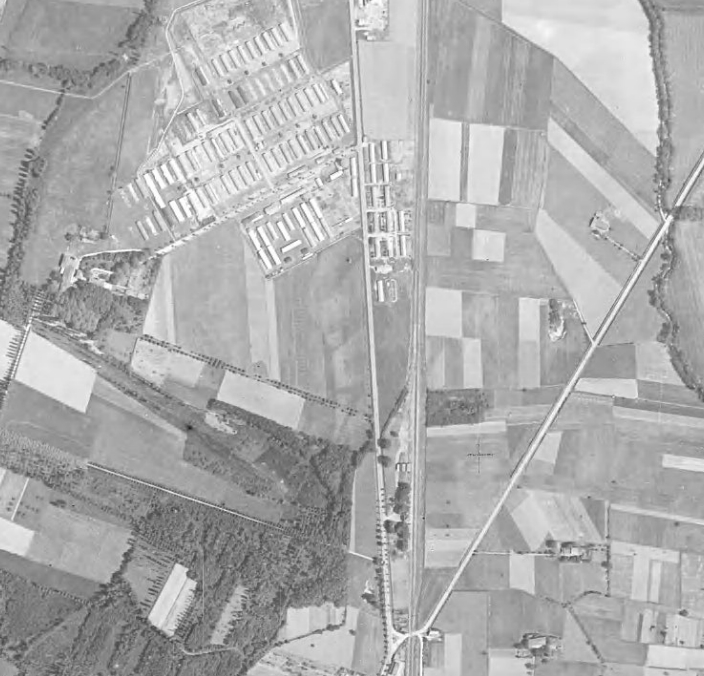
ル・ヴェルネ収容所の航空写真（写真中央に移送用の鉄道が走る）

1939年9月1日、ドイツがポーランドに侵攻し、第二次世界大戦が勃発。これを受けて9月3日にフランスと英国がドイツに宣戦布告。約8か月にわたる奇妙な戦争の後、1940年5月10日、ドイツ軍はオランダ、ベルギー、ルクセンブルク、次いでフランスに侵攻した。6月14日にパリ陥落、6月22日に独仏休戦協定が締結され、フランスはドイツ軍の占領地域（北部）とヴィシー政府が統治する自由地域（南部）に二分された。この結果、1940年7月25日、対独協力政策の一環として、シャロン＝シュル＝ソーヌ（フランス中央部、ブルゴーニュ＝フランシュ＝コンテ地域圏ソーヌ＝エ＝ロワール県北部）から178人の敵性外国人（ドイツ人125人、オーストリア人12人、ベルギー人12人、ポーランド人10人、チェコスロバキア人10人、ドイツ国籍を剥奪された無国籍者2人、ルクセンブルク人2人、ザール地方出身者2人、エストニア人1人、フランス人1人、国籍不明1人）がドイツ当局に引き渡された。
同年の秋からル・ヴェルネ収容所にユダヤ人が収監され、とりわけ、1942年の夏から南部でもユダヤ人の一斉検挙が始まり、1942年11月11日にドイツ軍が自由地域の占領を開始すると、ユダヤ人や政治犯（共産主義者、対独抵抗運動家）の通過（一時滞在）収容所となった。抑留者は主にジェルファ強制収容所（アルジェリア）、オルダニー強制収容所（英仏海峡（イギリス海峡）チャンネル諸島）、アウシュヴィッツ強制収容所（ポーランド）、ダッハウ強制収容所（ドイツ）に送られた。
1944年に入ると、南仏の収容所は次々と閉鎖された。ル・ヴェルネでは6月15日に、最後の抑留者403人がトラックや（身体障害者用の）バスでトゥールーズまで移送され、トゥールーズ駅から「幽霊列車」と呼ばれたドイツ軍の特別列車でほぼ2か月かけて、男性はダッハウ強制収容所、女性はラーフェンスブリュック強制収容所へ送られた。
| 1940年7月25日から1944年6月15日までの間に強制収容所などへ移送された4679人                | 1940年7月25日から1944年6月15日までの間に強制収容所などへ移送された4679人 | 1940年7月25日から1944年6月15日までの間に強制収容所などへ移送された4679人 |
| --------------------------------------------------------------------------------------- | ------------------------------------------------------------------------ | ------------------------------------------------------------------------ |
| フランス国外への強制移送                                                                |                                                                          |                                                                          |
| ヴィシー政権下のアルジェリアの強制収容所に移送された政治犯                              | 1941年3月 - 1942年7月                                                    | 745人                                                                    |
| ナチス・ドイツの絶滅収容所に移送されたユダヤ人                                          | 1942年8月 - 1944年5月                                                    | 859人                                                                    |
| ナチス・ドイツの強制収容所に移送された政治犯（うち最後に残った403人は絶滅収容所へ移送） | 1944年5月 - 6月                                                          | 833人                                                                    |
| 退去強制                                                                                |                                                                          |                                                                          |
| イタリア・ムッソリーニ政権下の強制収容所に移送された政治犯                              | 1943年7月                                                                | 107人                                                                    |
| 強制労働                                                                                |                                                                          |                                                                          |
| 移送先不明                                                                              | 1943年12月 - 1944年1月                                                   | 215人                                                                    |
| ドイツへ移送                                                                            | 1941年2月 - 1942年11月                                                   | 1525人                                                                   |
| オルダニー強制収容所へ移送                                                              | 1942年10月 - 1943年1月                                                   | 395人                                                                    |

ル・ヴェルネ収容所には4年半の間に世界58か国の出身者約4万人が収監された。1944年6月15日にいったん閉鎖された後、2週間後の6月30日からはドイツ人捕虜と（ドイツ軍の外国人特別部隊の一つである）トルキスタン部隊の兵士の抑留所となった。敷地全体がA区、B区、C区の3つの区画に分けられ、間に塹壕が掘られ、各区の周囲に有刺鉄線が張り巡らされた。A区は法令に違反した者、B区は政治犯、C区は被疑者が収監された。

## 記憶の継承

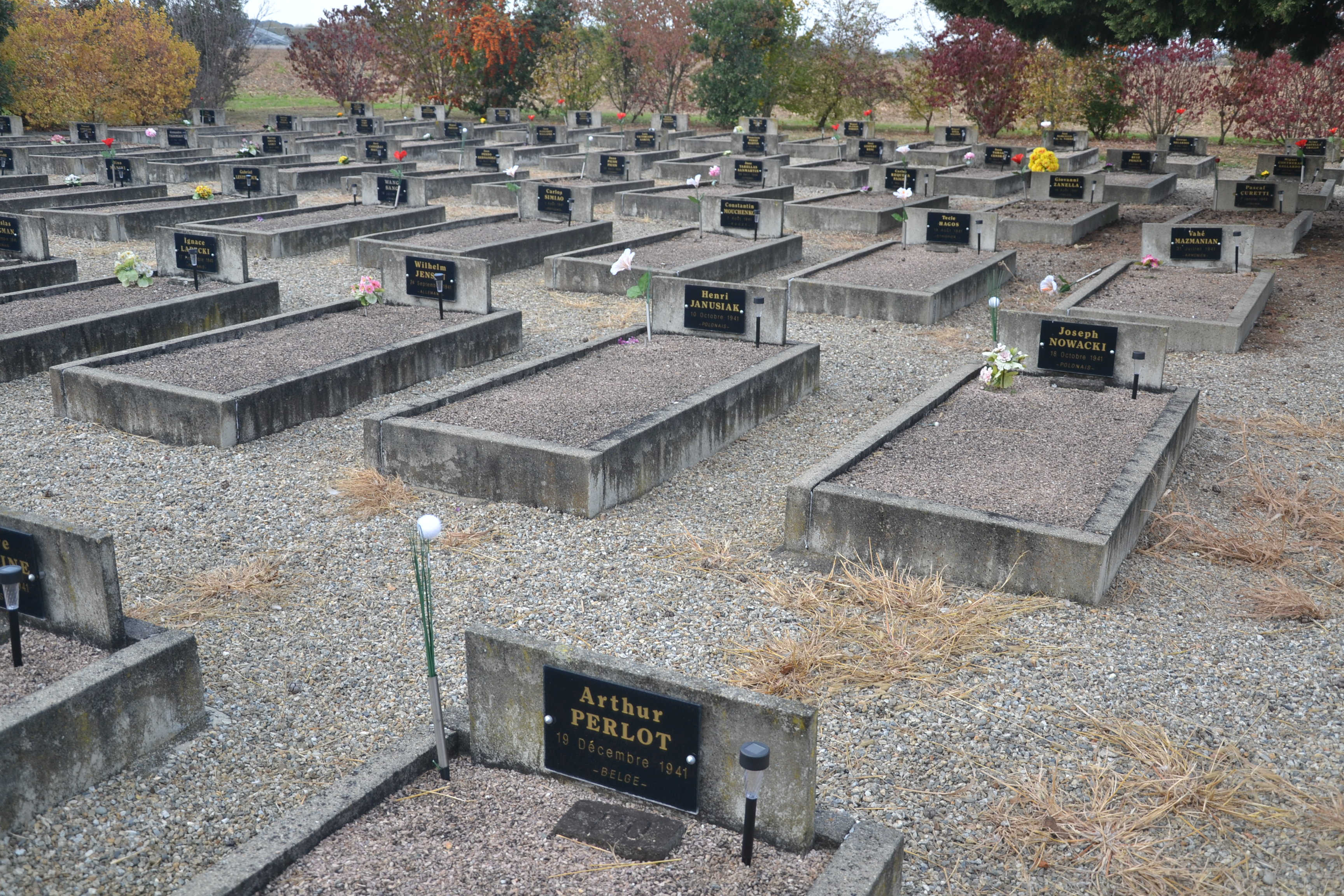
ル・ヴェルネ墓地

収容所の建物は現存せず、入口の門と給水塔、線路だけが残っている。1970年代に最後のバラックが解体され、現在は畑地になっている。収容所から移送列車が出ていたため、線路上に復元された移送車両が置かれている。車両内には、1942年9月1日にル・ヴェルネ収容所からアウシュヴィッツに送られた2歳から17歳までのユダヤ人の子どもの名前が書かれた銘板がある。隣接する敷地に墓地があるが、これはル・ヴェルネではなくサヴェルダンのコミューンに属する。戦後、雑草に覆われ、打ち捨てられた状態になっていたが、建物が解体された1970年代に、元抑留者らが墓地の保護・保存を呼びかけた。これに応えて、『ル・モンド』紙が「（フランス人にとって墓参の日である）諸聖人の日から《忘れられた人々》」と題する記事を掲載し、大きな反響を呼んだ。元抑留者らは墓地の整備に取り組み、2010年から毎年、11月1日の諸聖人の日に慰霊祭が行われるようになった。諸聖人の日にはフランスの習慣に従って墓に菊の花が捧げられる。この墓地には収容所で亡くなった215人のうち、152人が埋葬されている。うち65人はスペイン人である。ドイツ人の墓は、戦後まもなく慰霊のために母国に移された。

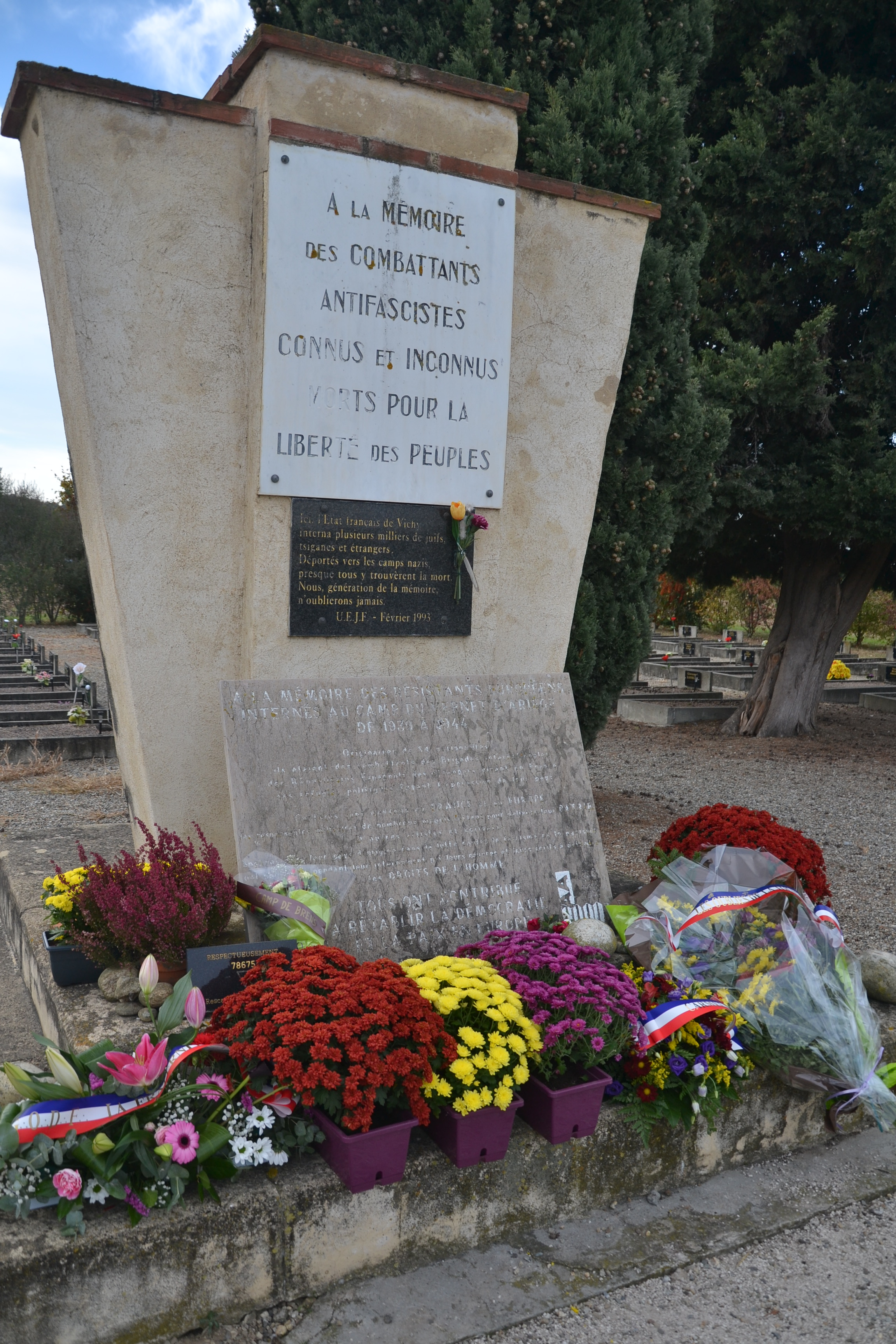
ル・ヴェルネ墓地の慰霊碑（諸聖人の日に供えられた菊の花）

2019年3月5日の政令により歴史的記念物に指定された。

## 収監された著名人
- マクス・アウブ - スペインの劇作家、小説家、随筆家、文芸評論家
- アーウィン・ブルーメンフェルド - ドイツの写真家
- フランツ・ダーレム（ドイツ語版） - ドイツの政治家
- レオン・デグレル（フランス語版） - ベルギーのカトリック系反共主義ファシズム政党レクシズムの指導者（1940年7月20日にドイツ軍によって解放）
- リオン・フォイヒトヴァンガー - ユダヤ系ドイツ人の小説家、劇作家
- パウル・フレーリヒ（ドイツ語版） - ドイツの歴史学者・随筆家、共産主義者
- クルト・ゴールドシュタイン（ドイツ語版） - ユダヤ系ドイツ人の脳病理学者
- アーサー・ケストラー - ユダヤ人のジャーナリスト、小説家、政治活動家、哲学者（ハンガリー出身、イギリスに帰化、1939年10月から1940年1月まで収監、外人部隊への配属を希望することで解放。このときの経験を英国帰還後の1941年に自伝『地上の屑』として発表した。）
- ヘルマン・ラングバイン（ドイツ語版） - オーストリアの歴史学者、共産主義者、反ナチ運動家
- ルドルフ・レオンハルト（ドイツ語版） - ドイツの作家
- ルイージ・ロンゴ（イタリア語版） - イタリアの反ファシズムの政治家
- ハインリヒ・ラウ（ドイツ語版） - ドイツの共産主義者
- グスタフ・レグラー（ドイツ語版） - ドイツの作家
- フリードリヒ・ヴォルフ - ドイツの医師、作家、共産主義の政治家
- ラースロー・ラドヴァーニ（英語版） - ハンガリーの社会学者、ドイツの小説家アンナ・ゼーガースの夫
- ルイス・エムリッヒ（ドイツ語版）ル - ジャーナリスト、作家
- ジャック・アイク（フランス語版） - チュニジア出身の映画監督、ユダヤ人反ナチ運動家
- トマス・サルティ (Thomas Sarti) - イタリアの挿絵画家

## 参考資料
- Camp d'internement du Vernet d'Ariège - Chemins de mémoire - Ministère des Armées, Direction des Patrimoines, de la Mémoire et des Archives - フランス軍事省
- Le camp de concentration du Vernet d'Ariège 1939 - 1944 - Historique - L'Amicale des Anciens Internés Politiques et Résistants du camp de concentration
- 加藤克夫（2006）、第二次世界大戦期フランスの「強制収容所」とユダヤ人迫害の「再記憶化」、『社会文化論集 : 島根大学法文学部紀要社会文化学科編』第3巻、1-14頁